# Фалез (Калвадос)
Фалез (фр. Falaise) је насељено место у Француској у региону Доња Нормандија, у департману Калвадос.
По подацима из 2011. године у општини је живело 8337 становника, а густина насељености је износила 704,14 становника/km².

## Демографија
| 1962. | 1968. | 1975. | 1982. | 1990. | 2011. |
| ----- | ----- | ----- | ----- | ----- | ----- |
| 6.325 | 7.180 | 8.368 | 8.597 | 8.119 | 8.337 |